# جابر روزبهانی
جابر روزبهانی (زاده 20 اردیبهشت 1365 در اصفهان) یک بازیکن بسکتبال حرفه‌ای ایرانی است که به سبب قد بلند 2.26 متری و وزن 131 کیلوگرمی‌اش، پست سنتر را در بسکتبال دارد. وی از سن 14 سالگی بسکتبال بازی کرد.
جابر روزبهانی برای تیم‌های ذوب‌آهن اصفهان، صباباتری، مهرام تهران ، فولادماهان اصفهان و نفت آبادان بازی کرده‌است. او همچنین مدتی هم برای تمرین با بازیکنان اتحادیه ملی بسکتبال آمریکا در شهر ریچموند کالیفرنیا اقامت داشته‌است.
او در سال 2003 وارد تیم ملی امید بسکتبال ایران شد و در جام جهانی فیبا زیر19 سال در سالونیک یونان شرکت کرد. او همچنین به مدت 4 سال در تیم ملی بسکتبال ایران به عنوان بازیکن بالا رتبه بوده‌است و با این تیم به جام بسکتبال 2003 چین رفت.
جابر روزبهانی، خارج از ایران او بخاطر تلاش‌هایش برای ورود به اتحادیه ملی بسکتبال آمریکا در ان‌بی‌ای درفت ۲۰۰۴ مشهور است.
وی پس بخاطر مصدومیت های فراوان از ناحیه کمر و زانو در سال 2015 کفش هایش را آویخت و برای همیشه از دنیای بسکتبال خداحافظی کرد.

## زندگی شخصی
اصالتاً اهل منطقه فریدن است.